# Wybory prezydenckie w Gabonie w 2009 roku

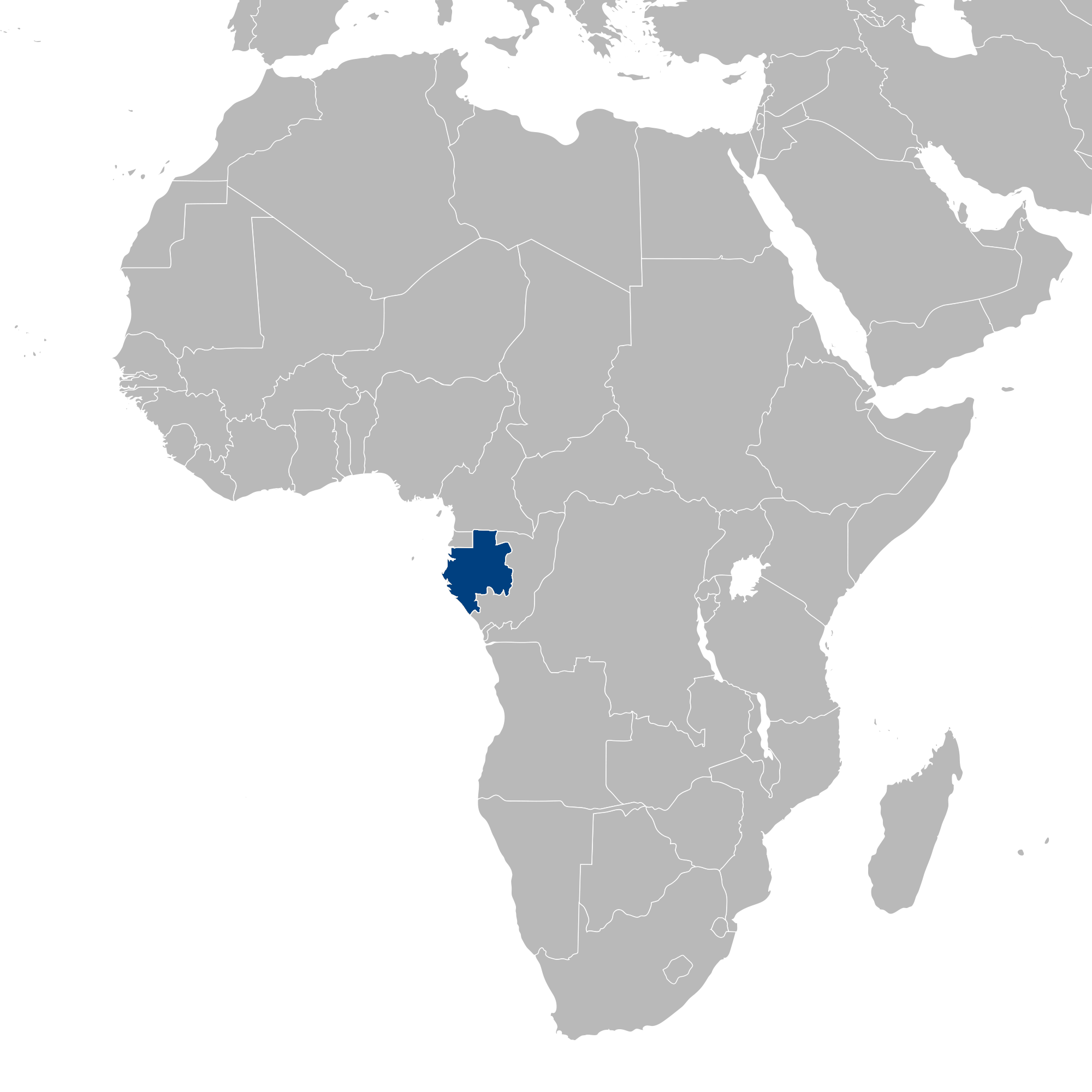
Położenie Gabonu na mapie Afryki

Wybory prezydenckie w Gabonie w 2009 roku – wybory przeprowadzone w Gabonie 30 sierpnia 2009 i zorganizowane po śmierci urzędującego prezydenta Omara Bongo. Według konstytucji powinny zostać przeprowadzone w terminie od 30 do 45 dni od daty opróżnienia urzędu, jednakże Sąd Konstytucyjny zaakceptował prośbę rządu o przesunięciu daty głosowania z powodu nadzwyczajnych okoliczności.
W wyborach uczestniczyło 17 kandydatów, po wcześniejszym wycofaniu się 6 innych zarejestrowanych osób. Głównym faworytem był syn zmarłego prezydenta, Ali Bongo. Jego największymi rywalami byli: były minister spraw wewnętrznych André Mba Obame oraz lider opozycji Pierre Mamboundou.
Wyniki wyborów zostały ogłoszone dopiero 3 września 2009. Zwycięstwo odniósł Ali Bongo, zdobywając 41,73% głosów. Drugie miejsce zajął André Mba Obame (25,88% głosów), a trzecie Pierre Mamboundou (25,22% głosów). Wyniki wyborów zostały odrzucone przez opozycję, która zarzuciła władzy fałszerstwa wyborcze. W Libreville oraz Port-Gentil doszło do protestów i starć zwolenników opozycji z policją, a w kraju wprowadzono godzinę policyjną. Według oficjalnych informacji w wyniku protestów zginęły 3 osoby.
Z powodu zgłoszonych skarg wyborczych, Sąd Konstytucyjny nakazał przeprowadzenie powtórnego liczenia głosów. 12 października 2009 ogłosił ostateczne wyniki wyborów, które potwierdzały zwycięstwo Alego Bongo większością 41,79% głosów. Na pozostałych miejscach znaleźli się Mamboundou (25,64%) oraz Mba Obame (25,33%).

## Data wyborów
8 czerwca 2009 w barcelońskiej klinice zmarł prezydent Gabonu Omar Bongo. Funkcję p.o. prezydenta przejęła w kraju przewodnicząca parlamentu Rose Francine Rogombé. Zgodnie z prawem nowe wybory prezydenckie musiały być przeprowadzone w czasie od 30 do 45 dni od opróżnienia urzędu szefa państwa. Wiele ekspertyz wskazywało jednak na to, że ze względu na konieczność aktualizacji spisu wyborców, wybory mogą nie odbyć w wymaganym terminie. P.o. prezydenta Rose Francine Rogombé 20 czerwca 2009 stwierdziła, że przygotowania do wyborów wymagają „szerokich konsultacji z aktywnymi siłami narodu”. 22 czerwca premier Jean-Eyeghe Ndong powiedział, że „wydaje się pewnym, że organizacja wyborów zajmie więcej niż 45 dni”. Wedle konstytucji przesunięcie terminu wyborów poza okres 45 dni, było prawnie dopuszczalne w przypadku tzw. „siły wyższej” (force majeure).
23 czerwca 2009 Rogombé odbyła rozmowy na temat organizacji wyborów z liderami koalicji rządzącej, a dzień później z liderami partii opozycyjnych. 6 lipca rząd zwrócił się z wnioskiem do Sądu Konstytucyjnego o przesunięcie terminu organizacji wyborów poza okres 45 dni. Nie zaproponował w nim jednak żadnej nowej daty. Sąd Konstytucyjny 8 lipca orzekł, że zaistniałe okoliczności (niespodziewana śmierć prezydenta i organizacja jego pogrzebu) uzasadniają powołanie się na casus „siły wyższej” i zgodził się na przesunięcie w czasie wyborów prezydenckich, jednak nie dłużej niż do 6 września 2009. 15 lipca Autonomiczna i Stała Narodowa Komisja Wyborcza (CENAP) zaproponowała przeprowadzenie wyborów w dniu 30 sierpnia 2009. Następnego dnia rząd zaakceptował i oficjalnie zatwierdził ten dzień jako datę wyborów.
Od 17 do 22 lipca 2009 kandydaci mieli czas na składanie wniosków dotyczących swojej nominacji. Do CENAP zgłoszonych zostało w sumie 28 wniosków, jednak 5 z nich zostało przez nią odrzuconych. Wszystkie odrzucenia dotyczyły nieuiszczenia całości lub części wymaganej opłaty rejestracyjnej. Ogółem zgodę na udział w elekcji otrzymało 23 kandydatów. 15 sierpnia 2009 rozpoczęła się kampania wyborcza.

## Rejestracja kandydatów
Wielu czołowych członków rządzącej Gabońskiej Partii Demokratycznej (PDG) zadeklarowało chęć startu w wyborach. Do 4 lipca, kiedy upływał termin składania wniosków, 10 z nich stanęło do walki o partyjną nominację. Spośród kandydatów największe szanse miały 4 osoby: syn zmarłego prezydenta i minister obrony Ali Bongo Ondimba, premier Jean-Eyeghe Ndong, minister Casimir Oyé-Mba oraz wiceprzewodniczący Zgromadzenia Narodowego Daniel Ona Ondo. 6 lipca kandydaci zostali przesłuchani przez Biuro Polityczne partii. 16 lipca 2009 wicesekretarz PDG ogłosił, że kandydatem w wyborach prezydenckich został wybrany Ali Bongo Ondimba. 19 lipca 2009 decyzja ta została oficjalnie zatwierdzona w czasie nadzwyczajnego kongresu PDG.
Część z pozostałych nominatów nie pogodziła się z decyzją partii i postanowiła wystartować jako kandydaci niezależni. 17 lipca 2009 premier Ndong ogłosił rezygnację z zajmowanego stanowiska i zapowiedział start w wyborach prezydenckich jako kandydat niezależny. Oświadczył, że powziął tę decyzję ze względu na nieposzanowanie właściwych procedur wyborczych wewnątrz PDG oraz brak prawdziwego konsensusu wokół osoby Bongo.
Tego samego dnia minister ds. koordynacji André Mba Obame ogłosił zamiar startu w wyborach. 21 lipca 2009 minister kopalnictwa, ropy naftowej i energii Casimir Oyé-Mba podjął podobną decyzję, oświadczając, że ma zamiar być „prawdziwym kandydatem konsensusu”.
12 lipca 2009 Zgromadzenie na rzecz Gabonu (RPG), partia wchodząca w skład koalicji rządzącej, wybrała swojego lidera i jednocześnie wicepremiera Paula Mbę Abessole swoim kandydatem w nadchodzących wyborach. W proces wyborczy włączyła się również opozycja. 19 lipca 2009 Pierre Mamboundou, kandydat w wyborach prezydenckich w 1998 i w 2005 oraz lider partii UPG, ogłosił udział w sierpniowych wyborach.

## Protesty i kampania wyborcza
Po rezygnacji Ndonga ze stanowiska premiera, p.o. prezydenta Rose Francine Rogombé nowym szefem rządu mianowała Paula Biyoghé Mbę. W jego gabinecie, którego skład ogłoszono 22 lipca 2009, nie znaleźli się już trzej kandydaci (Oyé Mba, Mba Obame oraz Paul Mba Abessole). Natomiast dwaj inni, Ali Bongo oraz Pierre-Claver Maganga Moussavou zachowali swoje stanowiska.
27 lipca ośmioro kandydatów (Jules-Aristide Bourdes-Ogouliguende, Mamboundou, Mba Abessole, Luc Bengono Nsi, Eyéghé Ndong, Mba Obame, Oyé Mba, Anna Claudine Ayo Assayi) wystosowało wspólny apel do Alego Bongo i Magangi Moussavou, wzywając ich do rezygnacji ze stanowisk w rządzie. W obliczu narastającej krytyki Moussavou, oświadczył, że może zrezygnować z funkcji ministra na dzień przed rozpoczęciem kampanii wyborczej i wezwał Bongo do uczynienia tego samego.
7 sierpnia 2009 w Libreville odbyła się 10 tysięczna demonstracja, podczas której mieszkańcy stolicy domagali się rezygnacji Alego Bongo z funkcji ministra obrony. Protestujący obrzucili kamieniami służby bezpieczeństwa, a te użyły przeciwko nim gazu łzawiącego. W demonstracji wzięło udział również kilku kandydatów na prezydenta.
12 sierpnia 2009 doszło do spotkania i rozmów kilkunastu kandydatów prezydenckich z p.o. prezydenta Rose Francine Rogombé oraz premierem Biyoghé Mbą na temat bieżących spraw związanych z wyborami i sytuacją w kraju. Kandydaci zwrócili uwagę na problemy w procesie wyborczym, kwestię wiarygodności spisu wyborców. Na spisach tych dopatrzono się bowiem 120 tysięcy nieistniejących, zmarłych bądź zdublowanych osób. 11 kandydatów zażądało przesunięcia daty wyborów prezydenckich.
14 sierpnia 2009, w przeddzień kampanii wyborczej, Rose Francine Rogombé ogłosiła dymisję Alego Bongo i Magangi Mousasavou, piastujących stanowiska ministerialne w rządzie, w celu zapewnienia wszystkim startującym równych szans. Następnego dnia zwolnione resorty zostały obsadzone przez innych ministrów.
15 sierpnia 2009 jeden z kandydatów, Bruno Ben Moubamba, żądając przesunięcia terminu wyborów, rozpoczął strajk głodowy przed budynkiem parlamentu. Po siedmiu dniach, jego stan na tyle się pogorszył, że musiał być mimowolnie hospitalizowany przez pracowników swojego sztabu wyborczego.
25 sierpnia 2009 kandydat i były premier Jean-Eyghe Ndong wezwał opozycję do zjednoczenia się i wyboru wspólnego kandydata, który stawiłby czoło Alemu Bongo. 28 sierpnia kandydaci opozycyjni zebrali się w celu przeprowadzenia negocjacji i przeprowadzenia tajnego głosowania nad wyborem takiego kandydata. Jeszcze tego samego dnia w mediach pojawiło się oświadczenie o wycofaniu się 11 z nich ze startu w wyborach i poparciu kandydatury Mby Obame. Jednakże część z kandydatów zaprzeczyła tym informacjom. Ostatecznie, z wyborów wycofało się 5 kandydatów: Jean-Eyeghe Ndong, Paul Mba Abessole, Mehdi Teale, Claudine Ayo Assayi oraz Jean Ntoutoume Ngoua. Przekazali oni swoje poparcie na rzecz André Mby Obame.
Do monitorowania wyborów prezydenckich zgłosiło się ponad 300 międzynarodowych obserwatorów z Unii Afrykańskiej, Organizacji Współpracy Islamskiej oraz Międzynarodowej Organizacji Frankofonii.

## Lista kandydatów
| Przebieg procesu wyborczego | Przebieg procesu wyborczego                                                      |
| --------------------------- | -------------------------------------------------------------------------------- |
| 8 czerwca 2009              | Śmierć prezydenta Omara Bongo.                                                   |
| 16 lipca                    | Ogłoszenie przed rząd daty wyborów.                                              |
| 16 lipca                    | Wybór Alego Bongo kandydatem PDG w wyborach prezydenckich.                       |
| 17-22 lipca                 | Zgłaszanie kandydatur prezydenckich do komisji wyborczej                         |
| 17 lipca                    | Rezygnacja premiera Ndonga z urzędu z powodu startu w wyborach.                  |
| 14 sierpnia                 | Dymisja Alego Bongo ze stanowiska ministra obrony.                               |
| 15 sierpnia                 | Początek kampanii wyborczej.                                                     |
| 28 sierpnia                 | Wycofanie się z wyborów 5 kandydatów na rzecz André Mby Obame.                   |
| 30 sierpnia                 | Dzień głosowania.                                                                |
| 3 września                  | Ogłoszenie wyników przez komisję wyborczą                                        |
| 3-6 września                | Zamieszki i protesty w Libreville oraz w Port Gentil.                            |
| 17 września                 | Skarga liderów opozycji dotycząca oszustw wyborczych.                            |
| 26 września                 | Decyzja Sądu Konstytucyjnego o ponownym przeliczeniu głosów.                     |
| 12 października             | Ogłoszenie przez sąd ostatecznych wyników, potwierdzenie zwycięstwa Alego Bongo. |
| 16 października             | Zaprzysiężenie Alego Bongo na stanowisku prezydenta.                             |

23 lipca 2009 komisja wyborcza w Gabonie ogłosiła listę 23 kandydatów, dopuszczonych do udziału w wyborach prezydenckich:
- Anna Claudine Ayo Assayi, kandydatka niezależna – wycofała się
- Luc Bengono Nsi, Morena
- Ali Bongo Ondimba, Gabońska Partia Demokratyczna
- Jules Artides Bourdès Ogouliguende, CDJ
- Jean-Eyeghe Ndong, kandydat niezależny – wycofał się
- Jean-Guy Kombeny, kandydat niezależny
- Vicoire Duboze Lasseni, kandydatka niezależna
- Pierre-Claver Maganga-Moussavou, PSD
- Pierre Mamboundou, UPG
- Bienvenu Mauro Nguema, Morena Unioniste
- Paul Mba Abessole, RPG – wycofał się
- André Mba Obame, kandydat niezależny
- Bruno Ben Moubamba, kandydat niezależny
- Zacharie Myboto, UGDD
- Georges Bruno Ngoussi, kandydat niezależny
- Yvette Ngwevilo Rekangalt, kandydatka niezależna
- Jean Ntoutoume, kandydat niezależny – wycofał się
- Albert Ondo Ossa, kandydat niezależny
- Bernard Oyama, kandydat niezależny
- Casimir Oyé-Mba, kandydat niezależny – wycofał się
- Marcel Robert Tchoreret, Cercle Omega
- Mehdi Teale, kandydat niezależny – wycofał się
- Ernest Tomo, kandydat niezależny

## Przebieg głosowania i oczekiwanie na wyniki
W dniu głosowania, 30 sierpnia 2009, z wyborów wycofał się były premier Casimir Oyé-Mba. Nie przekazał poparcia żadnemu z kandydatów. Stwierdził, że nie chce uwiarygadniać „katastrofalnego procesu wyborczego, który nie wygląda na przejrzysty i wiarygodny”.
Zaraz po zakończeniu głosowania, jeszcze przed ogłoszeniem wyników wyborów, wszyscy trzej faworyci ogłosili własne zwycięstwo w wyborach. Ali Bongo stwierdził, że „osiągnął bardzo dobry wynik”, a sekretarz generalny PDG ogłosił, że „wyniki dają im zwycięstwo”. André Mba Obame stwierdził, że wygrał w 4 z 9 okręgów i „został kandydatem, który otrzymał największą liczbę głosów”. Pierre Mamboundou oświadczył, że jest pewien zwycięstwa i nastania „nowej ery” w kraju. P.o. prezydenta Rose Francine Rogombé zaapelowała do wszystkich o zachowanie spokoju i przyjęcie wyników głosowania. Dodała, że „demokracja polega na akceptacji sukcesu i porażki”.
W poniedziałek 31 sierpnia 2009 na ulicach Libreville, w obawie przed niepokojami społecznymi, rozmieszczone zostały siły bezpieczeństwa. Żołnierze i policja patrolowały główne arterie miasta i obstawiły pałac prezydencki. Wiele sklepów i biur pozostało zamkniętych. Komisja wyborcza zakomunikowała, że ogłosi wyniki wyborów środę 2 września w godzinach wieczornych. W czasie oczekiwania na oficjalne wyniki dochodziło do wzrostu napięcia w kraju. Mba Obame stwierdził, że nie ma powodu na obecność wojsk na ulicach stolicy. Bongo oznajmił, że służby porządkowe są potrzebne, gdyż „nie można tolerować nieporządku”. Obserwatorzy z Unii Afrykańskiej wezwali „wszystkich kandydatów i mieszkańców do zachowania pokoju i zasad demokracji”.
Wieczorem 2 września 2009 komisja wyborcza przesunęła termin ogłoszenia wyników o jeden dzień z powodu opóźnień w zliczaniu głosów z 2,8 tysiąca komisji wyborczych. W godzinach popołudniowych 1,5 tysiąca zwolenników Mby Obame i Mamboundou zgromadziło się przed budynkiem komisji wyborczej w oczekiwaniu na ogłoszenie wyników wyborów. 2 września wszyscy trzej operatorzy sieci komórkowych zawiesili możliwość wysyłania wiadomości tekstowych. Tego samego dnia pięciu zamaskowanych mężczyzn ostrzelało i zniszczyło nadajnik satelitarny, należącej do Mby Obame, stacji telewizyjnej Go Africa. Już wcześniej, 30 sierpnia, władze zawiesiły transmisje TV Plus, również należącej do Mby Obame.

## Wyniki wyborów
3 września 2009 komisja wyborcza ogłosiła oficjalne wyniki wyborów prezydenckich. 12 października 2009, po powtórnym przeliczeniu głosów, Sąd Konstytucyjny ogłosił ostateczne wyniki wyborów:
| Kandydat                  | Kandydat                           | Partia polityczna                                  | Wyniki według komisji wyborczej | Wyniki według komisji wyborczej | Wyniki według Sądu Konstytucyjnego (ostateczne) |
| Kandydat                  | Kandydat                           | Partia polityczna                                  | Liczba głosów                   | %                               | Wyniki według Sądu Konstytucyjnego (ostateczne) |
|                           | Ali Bongo Ondimba                  | Gabońska Partia Demokratyczna (PDG)                | 141 952                         | 41,73%                          | 41,79%                                          |
|                           | Pierre Mamboundou                  | Unia Ludu Gabońskiego (UPG)                        | 85 597                          | 25,22%                          | 25,64%                                          |
|                           | André Mba Obame                    | niezależny                                         | 88 026                          | 25,88%                          | 25,33%                                          |
|                           | Zacharie Myboto                    | Unia Gabońska na rzecz Demokracji i Rozwoju (UGDD) | 15 418                          | 3,04%                           |                                                 |
|                           | Casimir Oyé-Mba                    | niezależny                                         | 3 118                           | 0,92%                           |                                                 |
|                           | Pierre-Claver Maganga-Moussavou    | Partia Socjaldemokratyczna (PSD)                   | 2 576                           | 0,76%                           |                                                 |
|                           | Bruno Ben Moubamba                 | niezależny                                         | 963                             | 0,28%                           |                                                 |
|                           | Georges Bruno Ngoussi              | niezależny                                         | 915                             | 0,27%                           |                                                 |
|                           | Jules Artides Bourdès Ogouliguende | niezależny                                         | 695                             | 0,20%                           |                                                 |
|                           | Albert Ondo Ossa                   | niezależny                                         | 674                             | 0,20%                           |                                                 |
|                           | Yvette Ngwevilo Rekangalt          | niezależna                                         | 367                             | 0,11%                           |                                                 |
|                           | Ernest Tomo                        | niezależny                                         | 308                             | 0,09%                           |                                                 |
|                           | Victoire Lasseni Duboze            | niezależna                                         | 304                             | 0,09%                           |                                                 |
|                           | Bienvenu Mauro Nguema              | Morena Unioniste                                   | 293                             | 0,09%                           |                                                 |
|                           | Luc Bengono Nsi                    | Morena                                             | 250                             | 0,07%                           |                                                 |
|                           | Marcel Robert Tchoreret            | Cercle Omega                                       | 248                             | 0,07%                           |                                                 |
|                           | Jean-Guy Kombeny                   | niezależny                                         | 152                             | 0,04%                           |                                                 |
|                           | Bernard Oyama                      | niezależny                                         | 106                             | 0,03%                           |                                                 |
| Razem (frekwencja 44,29%) | Razem (frekwencja 44,29%)          | Razem (frekwencja 44,29%)                          | 357 621                         | 100%                            | 100%                                            |
| Źródło:                   |                                    |                                                    |                                 |                                 |                                                 |

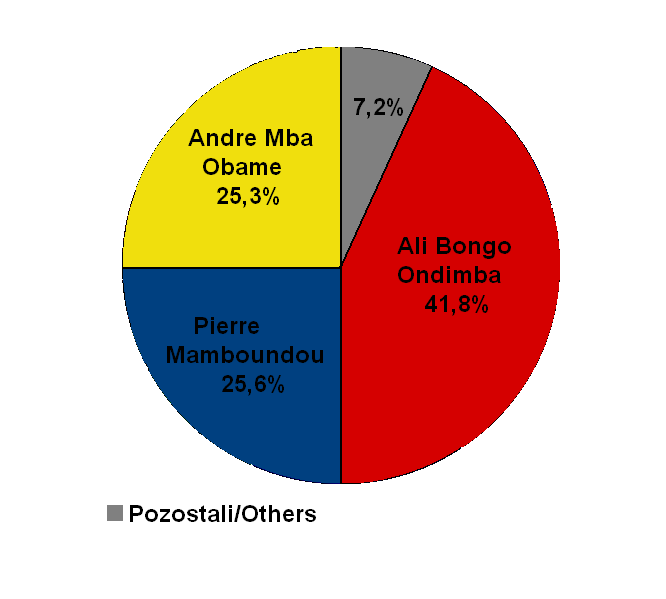
Wyniki wyborów prezydenckich w Gabonie

Kandydaci opozycji uznali wyniki za sfałszowane. Stwierdzili, że władze dokonały fałszerstw wyborczych w ciągu ostatnich 48 godzin przed ogłoszeniem rezultatu głosowania. W dzień ogłoszenia wyników, Mba Obame stwierdził, że w kraju doszło do „wyborczego zamachu stanu”, odrzucając tym samym wyniki głosowania. Ali Bongo zobowiązał się do zjednoczenia narodu. Powiedział, że „jest i zawsze będzie prezydentem całego narodu gabońskiego” oraz „służy i będzie zawsze służył wszystkim bez wyjątku”. Obserwatorzy z Unii Afrykańskiej stwierdzili, że choć wybory spełniły wymagania prawne, „w części lokali wyborczych urny wyborcze nie były zapieczętowane”, a ich pracownicy „nie przestrzegali procedur wyborczych”. 4 września Sąd Konstytucyjny zatwierdził wyniki wyborów.

## Zamieszki powyborcze
Po ogłoszeniu wyników wyborów, w Libreville doszło do starć zwolenników opozycji z policją pod siedzibą komisji wyborczej. Policja użyła gazu łzawiącego. W starciach poważnie ranny został Pierre Mamboundou.
Zamieszki wybuchły również w Port-Gentil, drugim co do wielkości mieście kraju. Zwolennicy opozycji podpalili budynek francuskiego konsulatu, splądrowali sklepy i opanowali miejscowe więzienie, uwalniając znajdujących się wewnątrz więźniów. Na ulicach miasta wznieśli barykady, podpalając stosy opon. Część z demonstrantów wykrzykiwała antyfrancuskie hasła, oskarżając Francję o inspirowanie i udział w fałszerstwach wyborczych. Celem ataków stała się również francuska firma naftowa Total oraz amerykańskie pola naftowe. W odpowiedzi francuski minister spraw zagranicznych Bernard Kouchner stwierdził, że podjął odpowiednie środki „w celu ochrony francuskich obywateli w Gabonie”. Francuskie wojska, które stacjonują w Gabonie w liczbie 1 tysiąca, zostały rozmieszczone we francuskim konsulacie w Port Gentil.
Do starć z policją doszło również w mieście Nkembo na wschodzie Gabonu, gdzie demonstranci zniszczyli wiele sklepów i infrastrukturę miejską. W celu uspokojenia sytuacji, władze ogłosiły wprowadzenie godziny policyjnej od 20:00 wieczorem do 6:00 następnego dnia, z możliwością jej powtórzenia w kolejnych dniach.
Pomimo wprowadzenia godziny policyjnej, w Port Gentil nie doszło do zakończenia protestów. W nocy z 3 na 4 września demonstranci splądrowali miejski rynek. Aresztowanych zostało ponad 50 osób. 4 września 2009 zwolennicy opozycji podpalili posterunek policji. Po południu policja przy użyciu gazu łzawiącego przełamała demonstrację zwolenników opozycji w centrum miasta. Gaboński minister spraw wewnętrznych zapowiedział utrzymanie obowiązywania godziny policyjnej na kolejną noc.
4 września 2009, w obawie przed wybuchem przemocy, Francja zdecydowała się na ewakuację swoich obywateli z Port Gentil. Minister spraw zagranicznych Bernard Kouchner zaprzeczył, jakoby Francja wspierała kandydaturę Alego Bongo i oświadczył, że jego kraj „nie miał swojego kandydata”. 5 września demonstranci zaatakowali budynki i centrum rozrywkowe należące do pracowników firmy Total. Tego samego dnia spółka ewakuowała swoich francuskich pracowników z Port Gentil do stolicy. Do zamieszek z policją doszło również w nocy z 5 na 6 września. Demonstranci wznieśli na ulicach Port Gentil barykady, by zatrzymać patrole policji. Z miasta, położonego na wyspie, zaczęły uchodzić setki mieszkańców, wykorzystując w tym celu łodzie i promy wodne. Prezydent elekt Ali Bongo 6 września 2009 zaapelował o spokój, mówiąc, że „musi on absolutnie powrócić na terytorium całego kraju”. Zasugerował rywalom wniesienie swoich skarg do sądu. Powiedział, że Gabończycy „są narodem prawa i w związku z tym istnieją instytucje, do których można wnieść zażalenia”.
Sytuacja w Gabonie wywołała reakcję części społeczności międzynarodowej. Sekretarz generalny ONZ Ban Ki-moon wezwał „wszystkich do zachowania spokoju i opanowania w celu nieeskalowania napięć”. Prezydent Demokratycznej Republiki Kongo Joseph Kabila, pełniący także funkcję przewodniczącego ECOWAS, wezwał gabońskich polityków do „powstrzymania się od wszelkich inicjatyw mogących zakłócić pokój”. Przywódca Libii Muammar al-Kaddafi, kierujący pracami Unii Afrykańskiej, złożył gratulacje zwycięstwa Alemu Bongo.
6 września minister spraw wewnętrznych Jean-Francois Ndongou ogłosił, iż rząd rozważa wprowadzenie „stanu oblężenia” w Port Gentil w przypadku niezaprowadzenia w mieście porządku. Zgodnie z konstytucją, stan wyjątkowy lub stan oblężenia mógł wprowadzić prezydent, po przeprowadzeniu dyskusji wewnątrz rządu oraz konsultacji z parlamentem. Oznaczałoby to ograniczenie niektórych praw obywatelskich, m.in. prawa do zgromadzeń oraz poszerzenie uprawnień władz centralnych. Jednakże kilka godzin później premier Biyoghé Mba oświadczył, że jego rząd nie zamierza w tym momencie wprowadzać stanu oblężenia, nie wykluczył jednak uczynienia tego w przyszłości, w zależności od rozwoju sytuacji. Rząd poinformował również, że bilans powyborczych zamieszek wzrósł do 3 ofiar śmiertelnych. Zamieszki w Port Gentil ustały w nocy z 6 na 7 września 2009, umożliwiając mieszkańcom powrót do miasta.
Według oficjalnych komunikatów, w wyniku zamieszek zginęły 3 osoby, a ponad 300 zostało aresztowanych. Zdaniem opozycji liczba ofiar została zaniżona, a w następstwie protestów śmierć poniosło 15 osób.

## Sytuacja po wyborach
7 września 16 kandydatów startujących w wyborach prezydenckich, we wspólnym oświadczeniu, zażądało ponownego przeliczenia głosów oraz oskarżyło rząd o ukrywanie rzeczywistej liczby ofiar „represji wojska”. Zaapelowało również o powołanie międzynarodowego panelu w celu zbadania ostatnich wydarzeń i naruszeń praw człowieka oraz wskazania osób odpowiedzialnych za rozlew krwi. Stwierdzili, że wybory naznaczone były „poważnymi manipulacjami”, w tym sztucznym wypełnianiem urn wyborczych oraz poszerzaniem spisów wyborców. Prezydent elekt Ali Bongo w tym samym dniu otrzymał list gratulacyjny od prezydenta Francji Nicolasa Sarkozy’ego.
9 września 2009 rząd zabronił liderom opozycji opuszczania kraju. Jeden z kandydatów na prezydenta, Paul Mba Abessole, nie został wpuszczony na pokład samolotu odlatującego do Wybrzeża Kości Słoniowej. Według słów ministra spraw wewnętrznych zakaz miał obowiązywać do czasu zbadania, kto jest odpowiedzialny za przemoc w Port-Gentil.
14 września 2009 liderzy opozycji wezwali obywateli do trzydniowego ogólnonarodowego strajku i pozostania w tym czasie w domach. Apel nie spotkał się jednak z odzewem wśród mieszkańców. P.o. prezydenta Rose Francine Rogombé skrytykowała ruch opozycji, podkreślając jego negatywne skutki dla gospodarki.

## Skargi wyborcze i powtórne liczenie głosów
Zgodnie z prawem, po zatwierdzeniu wyników, Sąd Konstytucyjny rozpoczął przyjmowanie skarg wyborczych dotyczących przebiegu wyborów. 17 września 2009 skargę złożyli liderzy opozycji. Domagali się unieważnienia głosowania, oskarżając władze o manipulację wynikami wyborów, w tym o wypełnianie urn wyborczych i niezrozumiałe ingerencje w spisy wyborców. 19 września Sąd Konstytucyjny zakończył przyjmowanie zażaleń, które zobowiązany był rozpatrzyć w ciągu miesiąca. Do tego czasu odłożone zostało planowane pierwotnie na 21 września 2009 zaprzysiężenie Alego Bongo. W sumie do sądu zgłoszonych zostało 11 skarg od 9 byłych kandydatów i jednego mieszkańca.
26 września 2009 Sąd Konstytucyjny, w odpowiedzi na złożone zażalenia, zarządził przeprowadzenie ponownego przeliczenia wszystkich głosów dniu 29 września 2009. Opozycja zażądała zgody na obecność swoich przedstawicieli przy przeliczaniu głosów. Sąd nie zgodził się jednak na udział przedstawicieli żadnych partii politycznych, oznajmiając, że w procesie będą uczestniczyć tylko strażnicy sądowi. W odpowiedzi, liderzy opozycji ogłosili, że odrzucają zasady przeliczania głosów i uznali cały proces za pozbawiony wartości. Przedstawiciel rządzącej PDG stwierdził, że „wybory odbyły się w sposób otwarty” i w związku z tym „przeliczanie głosów raz czy sto razy nie zmieni wyników”. Z powodu powyższej różnicy stanowisk, liczenie głosów rozpoczęło się z jednodniowym opóźnieniem, 30 września 2009.
12 października 2009 Sąd Konstytucyjny ogłosił ostateczne wyniki wyborów, uwzględniające rezultaty powtórnego przeliczenia głosów. Potwierdził zwycięstwo Alego Bongo z wynikiem 41,79% głosów (wobec wcześniejszych 41,73%). Drugie miejsce przypadło Pierre’owi Mamboundou (25,64% głosów wobec wcześniejszych 25,22%), zaś na trzecie spadł André Mba Obame (25,33% głosów wobec wcześniejszych 25,88%). Sąd odrzucił 10 z 11 skarg wyborczych. Anulował tylko wyniki głosowania w komisji wyborczej w Bejrucie z powodu likwidacji tamtejszej placówki dyplomatycznej dwa lata wcześniej. Sekretarz generalny PDG oznajmił, że „prawda i prawo zwyciężyły” i jest w pełni usatysfakcjonowany wynikami. André Mba Obame, w proteście przeciw decyzji sądu, którą określił mianem „maskarady”, rozpoczął strajk głodowy. Powiedział, że „gotowy jest poświęcić swoje życie, aby Gabon nie pogrążył się w dyktaturze, wojnie domowej i ludobójstwie”. Inna kandydatka opozycji w wyborach prezydenckich, Yvette Ngwevilo Rekangalt, stwierdziła, że Sąd Konstytucyjny jest „jak Krzywa Wieża w Pizie – zawsze pochyla się w jednym kierunku”.

## Zaprzysiężenie prezydenta
Po ponownym przeliczeniu głosów przed Sąd Konstytucyjny i potwierdzeniu zwycięstwa w wyborach przez Alego Bongo Ondimbę, 16 października w pałacu prezydenckim w Libreville odbyła się ceremonia zaprzysiężenia nowego prezydenta z udziałem przywódców kilku państw afrykańskich. Bongo poprzysiągł „poświęcenie całej swojej energii dla dobra narodu gabońskiego” oraz stwierdził, że „pragnie Gabonu wolnego od korupcji i niekompetencji”. Zaraz po zaprzysiężeniu, prezydent Ali Bongo ponownie mianował premiera Biyoghé Mbę na stanowisko szefa rządu. 17 października 2009 premier przedstawił skład swojego drugiego gabinetu. Został on zredukowany do 30 ministrów, zgodnie z obietnicą wyborczą nowego prezydenta. Kluczowe stanowiska w rządzie zachowali dotychczasowi ministrowie: spraw zagranicznych (Paul Toungui), spraw wewnętrznych i obrony.